# ТЕС Ноапара (BPDB)
23°1′29″ пн. ш. 89°24′19″ сх. д. / 23.02472° пн. ш. 89.40528° сх. д.
ТЕС Ноапара (BPDB) – кілька генеруючих майданчиків, створених на тимчасовій основі на замовлення державної бангладеської компанії Bangladesh Power Development Board (BPDB).
У певний момент для покриття зростаючого попиту на електроенергію в Бангладеш почали широко використовувати практику оренди генеруючих потужностей – державна BPDB укладала угоди із приватними компаніями, які розміщували на майданчиках існуючих теплоелектростанцій генеруючі установки на основі двигунів внутрішнього згоряння, котрі могли бути швидко змонтовані, а в майбутньому демобілізовані. Зокрема, в районі Ноапари у 2011 році почали роботу одразу два майданчика, які знаходились на західному березі річки Бхейраб (один з рукавів дельти Ганга) на відстані біля 1,5 км.
Один з об’єктів створила компанія Khulna Power Company Ltd (KPCL). Первісно він був відомий як електростанція Khan Jahan Ali Power Company, проте у підсумку отримав позначення KPCL III (третій номер пояснюється тим, що у KPCL є ще два генеруючі об’єкти, розташовані у Кхулні – електростанція на баржах Tiger I/Tiger III та орендний майданчик у складі державної ТЕС Кхулна). KPCL III має 5 генераторних установок Wärtsilä 20V32 загальною потужністю 44 МВт (законтрактована BPDB потужність 40 МВт). Для видачі продукції спорудили підстанцію з напругою 33 кВ. Станом на 2019 рік майданчик від KPCL продовжував свою роботу.
Другий орендний майданчик у Ноапарі створила компанія Quantum Power. Вона надала 13 генераторних установок – 7 типу 18PC2/6 потужністю по 9,5 МВт, з яких 5 були виготовлені японською Toyo Denki – Niigata SEMT Pielstick та 2 швейцарською CCM Sulzer, і 6 Fuji – NKK SEMT Pielstick 16PC2/6 з показниками по 9,2 МВт. Для підвищення енергоефективності відпрацьовані двигунами внутрішнього згоряння гази потрапляли у котли-утилізатори, від яких живились 2 парові турбіни потужністю по 6 МВт. За 5-річним контрактом Quantum Power мала забезпечувати гарантовану потужність у 105 МВт, проте обладнання працювало із перебоями і фактичні поставки зазвичай складали 15 – 20 МВт.
Як паливо використовують нафтопродукти, доставка яких може здійснюватись водним транспортом по Бхейрабу.
Можливо також відзначити, що в районі Ноапара на протилежному, східному, березі Бхейрабу працює приватна ТЕС компанії Bangla Track.